# Manes (mitología)

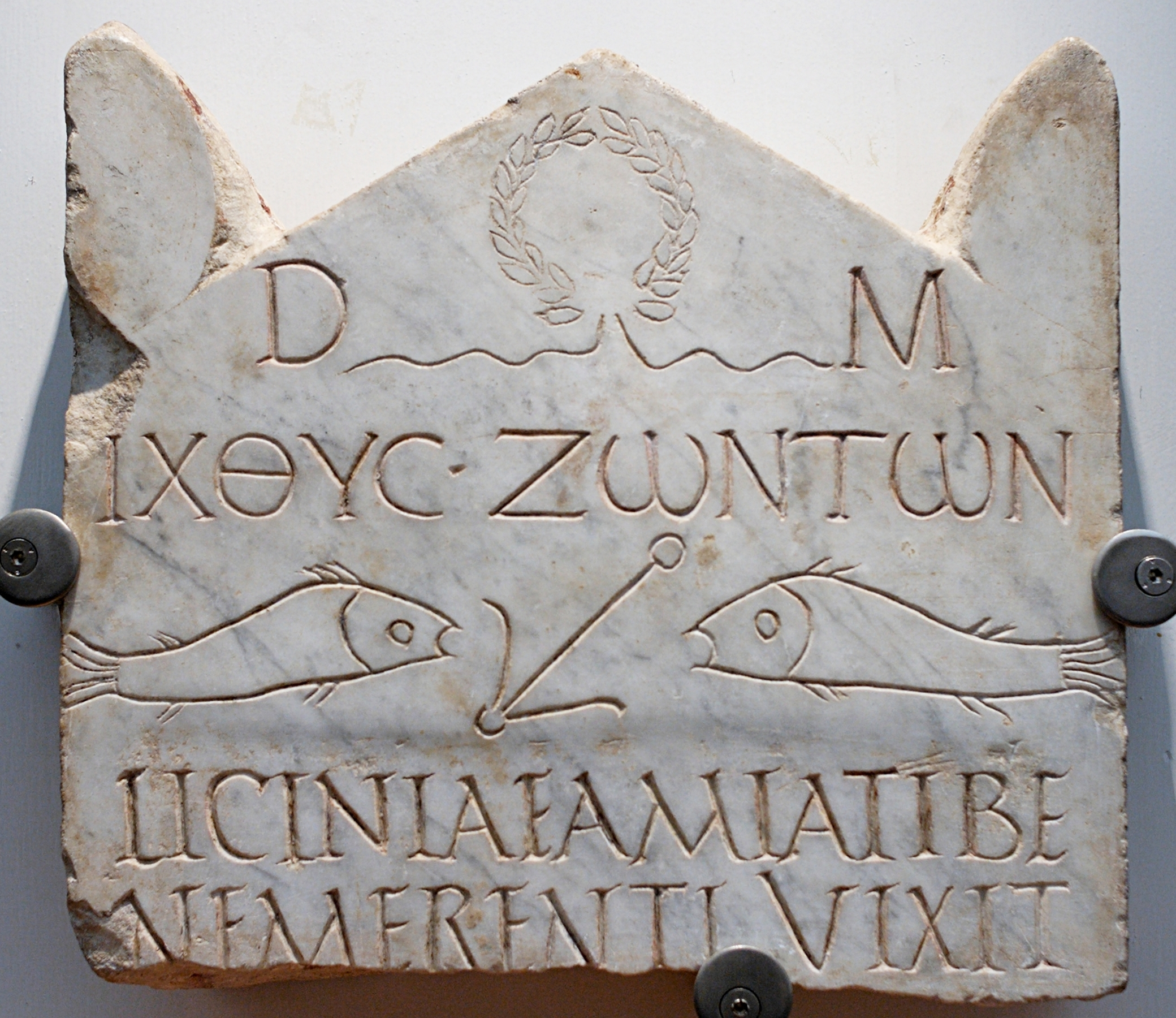
Tumba con inscripción D.M.: Dis manibus.

En la mitología romana los manes (latín: mānēs) o di manes («dioses manes»), en plural siempre, eran unos númenes o dioses colectivos de ámbito doméstico, que se asociaban a los muertos. Otros númenes con los que estaban asociados son lares (dioses familiares), lémures (espíritus de los muertos), genios (espíritus protectores) y penates (dioses de la despensa). Los manes eran los espíritus de antepasados, que oficiaban de protectores del hogar. El pater familias o padre cabeza de familia, era su sacerdote y oficiaba sus ceremonias religiosas y ofrendas en las viviendas. Pertenecían a los di inferi o dioses infernales.

## Características
Los antiguos daban el nombre de manes a las almas de los muertos que suponían errantes de un lugar a otro a manera de sombras y a las cuales tributaban en ciertas ocasiones una especie de culto religioso. Bauier opina que su verdadero origen nació de la idea de que el mundo estaba lleno de genios, unos para los vivos, otros para los muertos: unos buenos y otros malos, etc. Se tenían ideas enteramente relativas a los manes: así es que tan pronto los tomaban por las almas separadas de los cuerpos, tan pronto por los dioses infernales o simplemente por los dioses o los genios tutelares de los difuntos.
De todos los autores antiguos, Apuleyo es el que en su libro De deo Socratis habla con más claridad de la doctrina de los manes:

El espíritu del hombre después que ha salido del cuerpo pasa a ser o se trasforma en una especie de demonio que los antiguos latinos llamaban lemures. Las almas de aquellos difuntos que habían sido buenos y tenían cuidado y vigilancia sobre la suerte de sus descendientes, se llamaban lares familiares pero las de aquellos otros inquietos, turbulentos y maléficos que espantaban los hombres con apariciones nocturnas se llamaban larvae y cuando se ignoraba la suerte que le había cabido al alma de un difunto, es decir, que no se sabía si había sido trasformada en lar o en larva, entonces se la llamaba mane.

Agustín de Hipona, basándose en el anterior autor, añade:
«Apuleyo dice, en efecto, que las almas de los hombres son demonios, y que los hombres se convierten en lares si son buenos, en lémures o larvas si son malos, y en manes si es incierto si merecen bien o mal. También afirma que los bienaventurados se llaman en griego εὐδαίμονες [eudaimones], porque son almas buenas, es decir, démones buenos, confirmando su opinión de que las almas de los hombres son démones».
De muchos autores antiguos resulta que estos atribuían o suponían a las almas de los difuntos una especie de cuerpos muy sutiles de la misma naturaleza del aire, pero no obstante, organizado y en disposición de ejercer varias funciones de la vida humana como ver, hablar, entender, comunicar, pasar de un lugar a otro, etc.
Aunque los antiguos no deificaban todos los muertos, no obstante creían que todas las almas de los hombres que llevaban una vida espiritual, trascendían y pasaban a ser una especie de divinidad, por cuya razón solían grabar sobre los sepulcros estas tres letras iniciales D. M. S. Dis manibus sacrum, consagrada a los dioses manes.

## Adoración fuera de Roma
Los persas, los egipcios, los fenicios, los asirios y todas las otras naciones de Asia veneraban las sombras de los muertos. Los bitinios al enterrar los muertos les suplicaban que no los abandonasen enteramente y que volviesen alguna vez a verlos; este culto está aún presente en algunas partes de África y en muchos otros pueblos primitivos.
Orfeo fue el primero que introdujo entre los griegos la costumbre de evocar los manes. El culto de estos dioses se extendió por el Peloponeso y los invocaban en las calamidades públicas. Homero nos dice que Ulises les ofreció un sacrificio para obtener un feliz retorno a sus estados.
De todos los sacerdotes griegos, los tesalios eran los que más conocimiento tenían en el arte de evocar a los manes. Después que los espartanos hubieron hecho perecer a Pausanias en el templo de Minerva, se vieron precisados a enviar a buscar sacerdotes a Tesalia para aplacar su sombra. En un campo cerca de Maratón se veían las tumbas de los guerreros atenienses que murieron peleando contra los persas. Pausanias dice que en su tiempo se creía que alguna que otra vez salían de ellas unos gritos penetrantes que espantaban a los viajeros. Otras veces, añade, no se creía percibir más que un ruido sordo parecido al que hacen muchos hombres que combaten: aquellos que ponían el oído para escuchar eran castigados por los manes; pero los pasajeros que sin querer penetrar la causa y origen de aquellas voces lastimeras, seguían su camino sin pararse a averiguar aquello con una criminal curiosidad, no experimentaban ningún mal resultado.
Algunas veces para aplacar la sombra irritada de aquel a quien un homicidio u otro accidente funesto le había quitado la vida, le inmolaban víctimas humanas o le erigían una estatua. Así es que deseando los éforos satisfacer o acallar los manes de Pausanias, le erigieron estatuas de bronce delante de las cuales ofrecían sacrificios todos los años.
Los habitantes de Platea tributaban un culto religioso a los que morían. Les ofrecían sacrificios sobre los sepulcros y la víctima, coronada de mirto y de ciprés, se inmolaba al son de flautas y otros instrumentos los más lúgubres. Celebraban asimismo una fiesta general, en la cual todos los magnates montados en carros cubiertos de negro iban a los sepulcros a ofrecer incienso a los dioses de los infiernos. El primero constituido en dignidad entre ellos sacrificaba en seguida un toro negro, suplicando a los manes que saliesen de sus moradas para beber la sangre de aquella víctima.
Era opinión generalmente recibida en los tiempos heroicos que los manes de aquellos que habían muerto en un país extranjero iban errantes procurando retornar a su patria. Los griegos y romanos invocaban a los manes como divinidades, les erigían altares y les ofrecían toros para obligarles a que protegiesen sus campos y espantasen a los que iban a robar los frutos y cuya invocación o fórmula nos ha conservado Catón. De Roma pasó el culto de los manes a todas las regiones de Italia. Por todas partes se les elevó altares y se pusieron bajo su protección los sepulcros, cuyos epitafios principiaban siempre Dis manibus. Los lugares destinados a la sepultura de los muertos dedicados a los dioses de abajo Dis inferis, eran llamados loca religiosa mientras que los dedicados a los dioses de arriba, Dis superis, se llamaban loca sacra.
Aquellos fanáticos que tenían una devoción particular por los manes y que querían tener con ellos relaciones o un comercio íntimo, se quedaban a dormir sobre los sepulcros a fin de tener sueños proféticos por medio de las apariciones de las almas de los difuntos.
Los altares que erigían a los manes en la Lucania, en la Etruria y en la Calabria eran siempre de dos en dos, puestos el uno al lado del otro. Solían circuirlos de ramas de ciprés y se tenía cuidado de no inmolar la víctima hasta el momento en que tenía la vista fija en la tierra. Sus entrañas, conducidas tres veces en torno del lugar sagrado, eran enseguida echadas al fuego, en el cual había de consumirse toda la víctima. Estas ceremonias no se comenzaban nunca sino a la entrada de la noche.

## Simbolismo
El ciprés era el árbol consagrado a los dioses manes. Se les representaba en los monumentos unas veces sosteniendo un árbol funerario, otras dando hachazos y esforzándose en derribar un ciprés porque este árbol no da renuevos una vez cortado y para indicar que después que la muerte nos ha herido no debemos esperar renacer sino milagrosamente. El número nueve les estaba dedicado como el último término de la progresión numérica por cuya razón era mirado como el emblema del término de la vida. Las habas que según la creencia de los antiguos se parecen a las puertas de los infiernos, les estaban asimismo consagradas. 
El sonido del bronce y del hierro les era inaguantable y los ahuyentaba lo mismo que a las sombras infernales, pero la vista del fuego les era grata. Por esta razón, casi todos los pueblos de Italia solían poner en las urnas o sepulcros una lámpara. Las personas ricas dejaban en su testamento un monto destinado para la conservación de estas lámparas y manutención de uno o más esclavos para cuidar de ellas. Era un crimen, el mayor, apagar estas lámparas, que castigaban rigurosamente las leyes romanas, lo mismo que a los que violaban el sagrado de los sepulcros. Sobre algunos monumentos antiguos, los dioses manes son llamados tan pronto Dii sacri, dioses sagrados, tan pronto Dii patrii, dioses protectores de la familia.

## Etimología y contexto
Los manes también eran llamados Di Manes (Di significa "dioses"), y las lápidas romanas a menudo incluían las letras D. M., que representaban  dis manibus, o dedicado a los dioses manes. La palabra también se utilizaba como una metáfora para referirse al Averno.
El vocablo manes (espíritus de los muertos) deriva del protoindoeuropeo *men-, 'pensar'. Son palabras relacionadas el griego antiguo menos ('vida', 'fuerza') y el avéstico mainyu ('espíritu').